# (100816) 1998 FT129
(100816) 1998 FT129 es un asteroide perteneciente al cinturón de asteroides, región del sistema solar que se encuentra entre las órbitas de Marte y Júpiter, más concretamente a la familia de Herta, descubierto el 22 de marzo de 1998 por el equipo del Lincoln Near-Earth Asteroid Research desde el Laboratorio Lincoln, Socorro, Nuevo México, Estados Unidos.

## Designación y nombre
Designado provisionalmente como 1998 FT129. 

## Características orbitales
1998 FT129 está situado a una distancia media del Sol de 2,440 ua, pudiendo alejarse hasta 2,824 ua y acercarse hasta 2,055 ua. Su excentricidad es 0,157 y la inclinación orbital 2,948 grados. Emplea 1392,17 días en completar una órbita alrededor del Sol.

## Características físicas
La magnitud absoluta de 1998 FT129 es 16,5. 